# Declínio e queda na Terra Média
J. R. R. Tolkien incorporou um processo de declínio e queda na Terra Média em ambas as obras O Silmarillion e O Senhor dos Anéis.
Esse padrão se manifesta de diversas formas, como a fragmentação da luz providenciada pelo Criador, Eru Ilúvatar, em partes cada vez menores; a divisão de línguas e povos, especialmente os Elfos, que se dividem em vários grupos; e as sucessivas quedas, começando com a do espírito angélico Melkor, seguida pela destruição das duas Lâmpadas da Terra Média e, posteriormente, das Duas Árvores de Valinor, a queda de Gondolin e o cataclismo da destruição de Númenor.
A narrativa de O Senhor dos Anéis reflete o senso de destruição iminente presente na mitologia nórdica, onde até os deuses perecem em Ragnarök. O Senhor do Escuro Sauron pode ser derrotado, mas isso implicará no esvanecimento e na partida dos Elfos, deixando o mundo aos Homens, que o industrializarão e poluirão, algo que  Tolkien lamentava profundamente.
Estudiosos apontam que Tolkien foi influenciado tanto pelo fatalismo de poemas em inglês antigo, como Deor [en], quanto pelas  narrativas de declínio na literatura grega e romana clássica, especialmente a história de Atlântida narrada por Platão, que Tolkien explicitamente associou a Númenor. Além disso, Tolkien foi influenciado por seu colega Inkling Owen Barfield, cuja teoria sugere que todas as línguas modernas derivam da fragmentação de uma língua antiga com significados unificados, o que levou Tolkien a conceber a divisão dos povos. Como cristão, ele também tinha em mente a queda bíblica do homem em um mundo criado perfeito, um tema refletido na história da Terra Média. O declínio é particularmente evidente na fragmentação da luz criada por meio de sucessivas recriações.

## Contexto

### Tolkien
J. R. R. Tolkien ficou órfão cedo, perdendo o pai aos três anos e a mãe, uma católica romana, aos doze. Ele foi então criado sob a supervisão de um padre católico, o padre Francis Xavier Morgan [en], na industrial Birmingham. O jovem Tolkien observou a cidade em expansão invadindo o campo inglês que ele tanto amava. Permaneceu um católico devoto por toda a vida, e muitos  temas cristãos são visíveis em suas obras sobre a Terra Média. Enquanto esteve em Oxford, integrou o círculo literário informal Os Inklings, ao lado de C. S. Lewis e Owen Barfield, entre outros.

### Influências prováveis
O medievalista Tom Shippey [en] sugere que o poema em inglês antigo "Deor" exerceu profunda influência sobre Tolkien, e seu refrão sobre o declínio tornou-se central em sua obra. Tolkien traduziu o refrão de declínio do poema, Þæs ofereode, þisses swa mæg!, como "O tempo passou desde então, isso também pode passar".
O classicista Giuseppe Pezzini observa que "narrativas de declínio" são comuns na literatura da Grécia antiga e de Roma. Isso é evidente em Hesíodo e Ovídio, à medida que os deuses se tornam mais distantes da vida dos mortais. Pezzini vê o declínio de Arda, desde sua Primeira Era "repleta de alegria e luz" até a "penumbra" da Terceira Era, como um eco desse tema clássico. Mais especificamente, a narrativa de declínio de Platão em Crítias, da "magnificência decadente" de Atlântida à vida comum de Atenas, está "inequivocamente e intimamente" ligada a Númenor de Tolkien, já que o próprio Tolkien mencionou "Númenor-Atlântida" em suas cartas.

## Luz fragmentada

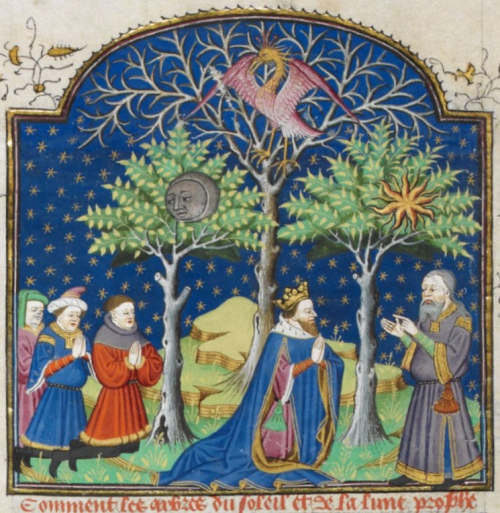
Valinor foi outrora iluminada pelas Duas Árvores; quando destruídas, sua última flor e fruto tornam-se a Lua e o Sol. Um descendente de uma das árvores é a Árvore Branca de Gondor; ela foi comparada ao Árvore Seca da lenda medieval, símbolo de nova vida. Ilustração de manuscrito medieval da Árvore Seca (centro), ladeada pelas Árvores do Sol e da Lua. Rouen, 1444-1445

A estudiosa de Tolkien Verlyn Flieger [en], em seu livro Splintered Light [Luz fragmentada] [en], descreve a fragmentação progressiva da luz criada inicialmente, que, por meio de sucessivas catástrofes, resulta em fragmentos cada vez menores ao longo das eras. Em resumo, o criador Eru Ilúvatar forma o universo, Eä, com inúmeras estrelas que iluminam a Terra, Arda, quando criada.
Seres angélicos, os Valar, habitam o centro de Arda, iluminado por duas enormes lâmpadas, Illuin e Ormal, posicionadas sobre pilares rochosos montanhosos. Os "Anos das Lâmpadas" terminam abruptamente quando as lâmpadas são destruídas pelo Vala caído Melkor; a poderosa luz flamejante se espalha, destruindo tudo ao redor. O mundo é reformado com novos mares e continentes remodelados, perdendo sua simetria; os Valar abandonam a Terra Média rumo a Valinor.
A Vala Yavanna, deusa das plantas, tenta recriar a luz na forma das Duas Árvores de Valinor, a prateada Telperion e a dourada Laurelin, que alternam seu brilho, sobrepondo-se para criar períodos de "aurora" e "crepúsculo". A luz dos "Anos das Árvores" é mais suave que a das lâmpadas, iluminando apenas Valinor, enquanto a Terra Média permanece na escuridão. As Duas Árvores exsudas gotas de luz, que a Vala Varda (chamada Elbereth pelos Elfos) coleta em recipientes; ela usa o orvalho de Telperion para criar novas estrelas prateadas, proporcionando ao menos alguma luz aos Elfos da Terra Média.
A fragmentação prossegue. Na Primeira Era, Fëanor, o mais habilidoso dos ferreiros élficos, cria sua obra-prima, os três Silmarils, joias forjadas que contêm parte da luz das Duas Árvores. A criação dos Silmarils é oportuna, pois Melkor retorna, trazendo a aranha gigante insaciável  Ungoliant, que devora as Duas Árvores e absorve toda a sua luz em sua escuridão. Os Silmarils contêm a única luz verdadeira remanescente, não corrompida por Ungoliant.
Yavanna e Nienna conseguem salvar a última flor de Telperion, que se torna a Lua, e o último fruto de Laurelin, que se torna o Sol. Esses fragmentos de luz são moldados em embarcações que cruzam o céu, guiadas por espíritos.
Os Silmarils são disputados em guerras devastadoras, narradas no Quenta Silmarillion. Por fim, todos são perdidos: um termina no mar, outro é enterrado na Terra, e o terceiro é enviado ao céu; pela graça de Elbereth, é carregado por  Eärendil, o marinheiro, que navega eternamente pelos céus, aparecendo como a Estrela da Manhã e da Tarde (o planeta Vênus). A luz ainda é visível, mas agora inacessível à Terra Média.
O reino insular de Númenor tem como símbolo vivo Nimloth, a Árvore Branca, uma muda de outra árvore semelhante a Telperion, embora não brilhe. Os Homens de Númenor tornam-se orgulhosos, abandonam a adoração ao Único Deus, Eru Ilúvatar, e rebelam-se contra os Valar. A Árvore Branca é cortada e queimada. Os Valar invocam Eru Ilúvatar, que remodela o mundo, tornando-o esférico. A ilha de Númenor é submersa, com a maioria de seu povo, em uma queda que remete à submersão de Atlântida, como intencionado por Tolkien, e às histórias bíblicas da queda do homem e da destruição de Sodoma e Gomorra.  Isildur traz um fruto de Nimloth para a Terra Média, que cresce como a Árvore Branca de Gondor.
Por fim, os fragmentos tornam-se tão pequenos quanto o  Frasco de Galadriel, que ela encheu com a luz captada de sua fonte, refletindo a luz da Estrela de Eärendil. O Frasco permite que Frodo e Sam derrotem a aranha gigante  Shelob, descendente de Ungoliant, em sua jornada rumo a Mordor para destruir o Anel. O Anel contém o poder de Sauron, o último servo de Melkor na Terra Média.
| Era/Ano                                                                          | Luz Azul/Prata | Luz dourada                                                                      | Joias |
| -------------------------------------------------------------------------------- | --- | -------------------------------------------------------------------------------- | --- |
| Anos das Lampadas                                                                | Illuin, lâmpada azul-celeste da Terra Média, no topo de um pilar alto, Helcar                                                      | Ormal, lâmpada de ouro da Terra Média, no topo de um pilar alto, Ringil          | |
| termina quando Melkor destrói as duas lâmpadas                                   | |                                                                                  | |
| Anos das Árvores (Primeira Era)                                                  | Telperion, árvore de prata, iluminando Valinor                                                                                     | Laurelin, árvore de ouro, iluminando Valinor                                     | Fëanor fabrica 3 Silmarils com a luz das Duas Árvores.                                                       |
| termina quando Melkor ataca as Duas Árvores e a aranha gigante Ungoliant as mata | |                                                                                  | |
| Primeira Era                                                                     | A última flor se torna a Lua, levada no barco do espírito masculino Tilion.                                                        | O último fruto se torna o Sol, transportado no barco do espírito feminino Arien. | |
| Primeira Era                                                                     | Yavanna faz Galathilion, uma árvore como Telperion, exceto pelo fato de não brilhar, para a cidade dos elfos de Tirion em Valinor. |                                                                                  | Há uma guerra pelas Silmarils.                                                                               |
| Primeira Era                                                                     | Galathilion tem muitas mudas, incluindo Celeborn em Tol Eressëa.                                                                   |                                                                                  | Uma Silmaril está enterrada na Terra, uma está perdida no Mar, uma navega no Céu como a Estrela de Eärendil. |
| Segunda Era                                                                      | Celeborn tem uma muda de Nimloth, a Árvore Branca de Númenor.                                                                      |                                                                                  | |
| Segunda Era                                                                      | Númenor é afogada. Isildur traz um fruto de Nimloth para a Terra Média.                                                            |                                                                                  | |
| Terceira Era                                                                     | Uma árvore branca cresce em Minas Tirith enquanto um rei governa Gondor.                                                           |                                                                                  | Galadriel coleta a luz da Estrela de Eärendil refletida em seu espelho de fonte.                             |
| Terceira Era                                                                     | A árvore permanece morta enquanto os regentes governam.                                                                            |                                                                                  | Um pouco dessa luz é capturada no frasco de Galadriel.                                                       |
| Terceira Era                                                                     | O novo rei Aragorn traz uma muda branca para a cidade.                                                                             |                                                                                  | Os Hobbits Frodo Bolseiro e Sam Gamgee usam o Frasco para derrotar a aranha gigante Laracna.                 |

Assim, a luz começa em O Silmarillion como uma unidade e, conforme a fragmentação da criação, divide-se em fragmentos cada vez menores à medida que o mito avança. A cada estágio, a fragmentação aumenta e o poder diminui, refletindo o declínio e a queda da Terra Média.

## Fragmentação de línguas e povos

Mapa diagramático da cisão dos Elfos na Primeira Era, conforme migraram e se dividiram em clãs distintos com suas próprias línguas e dialetos

O Inkling Owen Barfield desenvolveu uma teoria sobre a linguagem, descrita em seu livro de 1928, Poetic Diction, que despertou o interesse de Tolkien. Segundo C. S. Lewis, essa teoria transformou completamente a perspectiva de Tolkien. A ideia central, ligada à Antroposofia de Rudolf Steiner, era que havia, outrora, um conjunto unificado de significados em uma língua antiga, e que as línguas modernas derivam dessa unidade por meio da fragmentação de significados. Tolkien interpretou a fragmentação da linguagem como um reflexo da separação dos povos, especialmente dos Elfos. Ele se inspirou na divisão entre Elfos da Luz e Elfos Escuros da mitologia nórdica, mas foi além, criando um padrão complexo de divisões repetidas, migrações e guerras entre povos aparentados, particularmente evidente na cisão dos Elfos.

## Quedas sucessivas

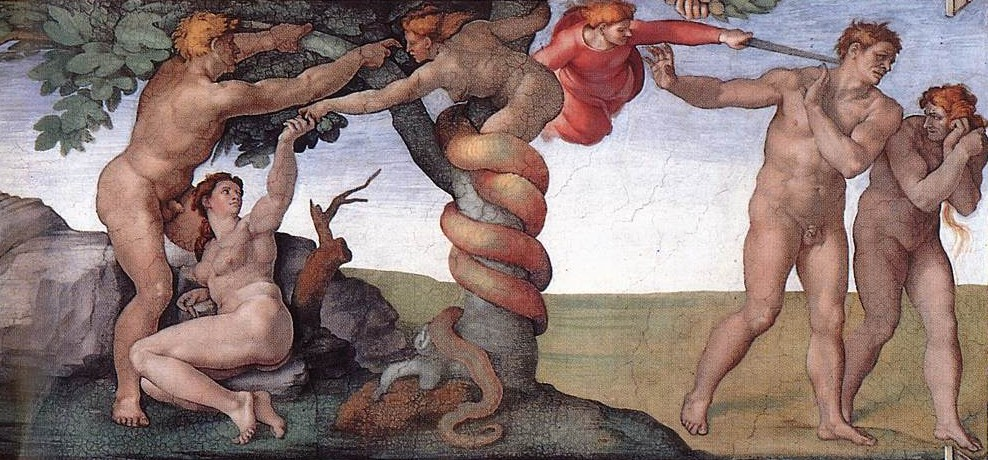
A história da Terra Média reflete a queda bíblica do homem. Afresco de Michelangelo

A queda bíblica do homem começa com um mundo criado perfeito; um anjo, movido pelo orgulho, é tentado e cai, tornando-se um poderoso espírito maligno; este, por sua vez, tenta os humanos, que também caem; eles são expulsos do jardim-paradiso, ao qual nunca poderão retornar, e passam a trabalhar para sobreviver no mundo comum. Esse padrão é refletido na Terra Média. O criador, Eru Ilúvatar, entoa a primeira música; um dos espíritos angélicos, Melkor, torna-se orgulhoso e cai, cantando em desarmonia e corrompendo tudo o que é criado. Essa primeira queda no  mal desencadeia uma sequência de catástrofes, incluindo a destruição das Lâmpadas, seguida das Duas Árvores e, posteriormente, as guerras pelos Silmarils. Tolkien observou que reflexos da queda bíblica do homem podem ser vistos na Ainulindalë, no Massacre de Alqualondë e na queda de Númenor.

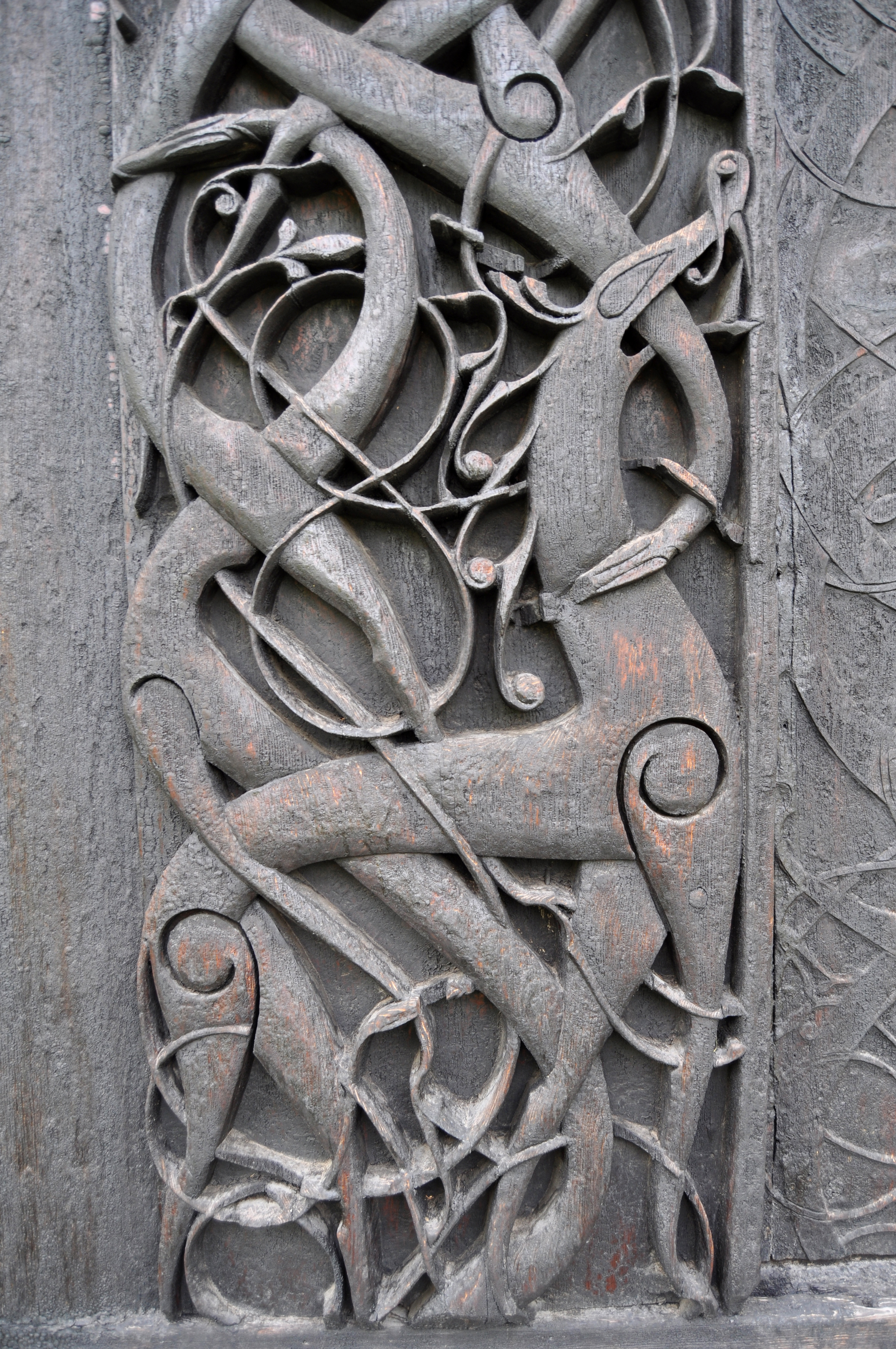
A Igreja de madeira de Urnes retrata serpentes e dragões de Ragnarök, no qual os deuses nórdicos são derrotados e o mundo é submerso.

Esse padrão reflete um profundo pessimismo espiritual. Como católico, Tolkien acreditava tanto na queda do homem quanto na redenção dos cristãos. No entanto, essa redenção poderia ou não estar disponível para pagãos pré-cristãos, mesmo que, como Aragorn, fossem claramente virtuosos. Tolkien compartilhava seu pessimismo com a mitologia nórdica, da qual era especialista. Entre esses mitos está o Ragnarök, no qual os deuses nórdicos, os Æsir, são derrotados pelos gigantes, e o mundo é submerso. Shippey destaca que a resposta heroica nórdica a esse cenário sombrio era a coragem, uma  coragem pagã do Norte, que aparece em O Senhor dos Anéis como uma alegria persistente, uma disposição para continuar e manter o bom humor, mesmo diante de um desastre iminente.

## Esvanecimento de uma pré-história imaginada
A estudiosa de Tolkien Marjorie Burns [en] observa, na revista Mythlore [en], que o "senso de desintegração inevitável" em O Senhor dos Anéis é inspirado na visão de mundo nórdica, que enfatiza a "destruição iminente ou ameaçadora". Ela escreve que, na mitologia nórdica, esse processo parece ter começado durante a criação: no reino do fogo, Muspell, o jötunn Surt já aguardava o fim do mundo. Burns comenta que "Aqui está uma mitologia onde até os deuses podem morrer, deixando no leitor uma vívida percepção dos ciclos da vida, com a consciência de que tudo chega ao fim, de que, embora [o mal] Sauron possa ser derrotado, os elfos também desvanecerão."
Patrice Hannon, também em Mythlore, afirma que:
| “ | O Senhor dos Anéis é uma história de perda e saudade, pontuada por momentos de humor, terror e ações heroicas, mas, no geral, um lamento por um mundo — ainda que fictício — que passou, mesmo quando parecemos captar um último vislumbre dele, tremeluzindo e desvanecendo... | ” |

Tolkien imaginou Arda como a Terra em um passado distante. Com a perda de todos os seus povos, exceto os Homens, e a remodelação dos continentes, tudo o que resta da Terra Média é uma memória distante em folclore, lenda e palavras antigas. As formas dos continentes são puramente esquemáticas.

Na visão de Hannon, Tolkien buscou mostrar que a beleza e a alegria sucumbem e desaparecem diante do passar do tempo e do ataque das forças do mal; a vitória é possível, mas apenas temporária. Ela cita múltiplos exemplos de momentos elegíacos no livro, como o fato de Bilbo nunca mais ser visto em Hobbiton, de Aragorn "nunca mais ter retornado como homem vivo" a Lothlórien, ou de Boromir, levado pelo Anduin em seu barco funerário, "não ter sido visto novamente em Minas Tirith, onde costumava estar na Torre Branca pela manhã". Como estava morto, observa Hannon, isso não é surpreendente; a observação é elegíaca, não informativa. Até mesmo a última linha do apêndice final, ela nota, tem esse tom: "O domínio passou há muito, e [os Elfos] agora habitam além dos círculos do mundo, e não retornam."
Hannon compara essa ênfase contínua no tom elegíaco ao elogio de Tolkien ao poema em inglês antigo Beowulf, do qual era especialista, em seu ensaio Beowulf: Os Monstros e os Críticos [en], sugerindo que ele buscava produzir um efeito semelhante:
| “ | Pois agora é, para nós, em si mesmo antigo; e, ainda assim, seu criador contava de coisas já velhas e carregadas de pesar, e ele empregou sua arte para tornar agudo aquele toque no coração que as tristezas têm, ao mesmo tempo pungentes e distantes. Se o funeral de Beowulf outrora ecoou como um lamento antigo, remoto e sem esperança, para nós é como uma memória trazida pelas colinas, um eco de um eco. | ” |

O Senhor dos Anéis termina com o evidente declínio ou esvanecimento de todos os povos não humanos da Terra Média: os Ents não têm esposas Ents e, portanto, não geram filhos; os Anães são poucos e vivem em grupos isolados e dispersos; os monstruosos Orcs e Trolls que sobreviveram à Batalha do Morannon [en] estão espalhados; os últimos Elfos partiram para além do Extremo Oeste rumo a Valinor, deixando a Terra Média para sempre; os Hobbits são poucos e podem facilmente passar despercebidos; os Homens de Gondor recebem uma renovação final de sangue élfico por meio do casamento de Arwen com seu rei, Aragorn. Tudo o que resta é um mundo de Homens, desvanecendo-se das glórias passadas para o mundo atual, com a industrialização e poluição do planeta que Tolkien tão amargamente lamentava e deplorava, como descrito em "O Expurgo do Condado".

### J. R. R. Tolkien
1. ↑  (Carpenter 2023, cartas #131, #151, #252)
2. 1 2  (Tolkien 1977), "Ainulindalë"
3. ↑  (Tolkien 1977), cap. 1 "Do Início dos Dias"
4. ↑  (Tolkien 1977), cap. 3 "Da Chegada dos Elfos e do Cativeiro de Melkor"
5. ↑  (Tolkien 1977), cap. 9 "Da Fuga dos Noldor"
6. ↑  (Tolkien 1977), cap. 8 "Do Escurecimento de Valinor"
7. ↑  (Tolkien 1977), cap. 11 "Do Sol e da Lua e do Ocultamento de Valinor"
8. ↑  (Tolkien 1977), Quenta Silmarillion
9. ↑  (Tolkien 1977), "Akallabêth"
10. ↑  (Carpenter 2023, cartas #131, #154, #156, #227)
11. 1 2  (Carpenter 2023, carta #131 para Milton Waldman, final de 1951)
12. ↑  (Carpenter 2023, carta #211 para Rhona Beare, 14 de outubro de 1958)
13. ↑  (Tolkien 1983, p. 5–48)
14. ↑  (Tolkien 1955), livro 6, cap. 8 "O Expurgo do Condado"

- Tolkien, J. R. R. (1955). The Lord of the Rings: The Return of the King [O Senhor dos Anéis: O Retorno do Rei]. Boston: Houghton Mifflin. OCLC 519647821
- Tolkien, J. R. R. (1977).  Tolkien, Christopher, ed. The Silmarillion. Boston: Houghton Mifflin. ISBN 978-0-395-25730-2
- Tolkien, J. R. R. (1983). The Monsters and the Critics, and Other Essays [Os Monstros e os Críticos, e Outros Ensaios]. Londres: Allen & Unwin. OCLC 417591085